# ФК Лингби
ФК Лингби је дански фудбалски клуб из истоименог града. Клуб се тренутно такмичи у Суперлиги Данске, највишем рангу данског фудбала, и наступа на Лингби стадиону капацитета 10.000 седећих места.

## Историја
Клуб је први пут основан 8. априла 1906. године, међутим убрзо је клуб угашен због проблема са инфраструктуром. Група од 30 фудбалера је 30. марта 1921. године удруженим снагама основала клуб који је добио назив Лингби Болдклубен 1921 (Lyngby Boldklub af 1921). 
Лингби је први дански клуб који је носио име клуба на дресовима, то се десило 1961. године. 
У децембру 2001. године клуб је банкротирао и био приморан да Суперлигу игра са аматерским играчима. Очекивано, клуб је завршио као последњепласирани, а због банкрота био је избачен у још две додатне лиге.  Као резултат тога, клуб је од суперлигаша постао аматерски. Клуб је у сезони 2006/07 освојио Прву дивизију и тако се наредне године вратио у Суперлигу. 
У другој половини сезоне 2017/18 клуб је задесила тешка финансијска ситуација, премда је и власник клуба банкротирао. Међутим, потпуног бродолома и сценарија из 2001. године спасила је група пословних људи и навијача који су познати као Пријатељи Лингбија који су купили клуб. Ово није било довољно да Лингби задржи суперлигашки статус па се преселио у Прву лигу Данске. Клубу је била потребна једна сезона да се врати у најелитнији ранг такмичења, тако што су кроз бараж дошли до Суперлиге.

## Трофеји
- Суперлига Данске
  - Победник (2):1983, 1991/92
- Куп Данске
  - Победник (3):1984, 1985, 1990.

## ФК Лингби у европским такмичењима
| Сезона  | Такмичење            | Коло        | Клуб              | Дом. | Гост | Укупно |
| ------- | -------------------- | ----------- | ----------------- | ---- | ---- | ------ |
| 1982/83 | Куп УЕФА             | 1. коло     | Браге             | 1:2  | 2:2  | 3–4    |
| 1984/85 | Лига шампиона        | 1. коло     | Елбасани          | 3:0  | 3:0  | 6–0    |
| 1984/85 | Лига шампиона        | 2. коло     | Спарта Праг       | 0:0  | 1:2  | 1–2    |
| 1985/86 | Куп победника купова | 1. коло     | Голуеј јунајтед   | 1:0  | 3:2  | 4–2    |
| 1985/86 | Куп победника купова | 2. коло     | Црвена звезда     | 2:2  | 1:3  | 3–5    |
| 1986/87 | Куп УЕФА             | 1. коло     | Ксамакс           | 0:2  | 1:3  | 1–5    |
| 1990/91 | Куп победника купова | 1. коло     | Рексем            | 0:0  | 0:1  | 0–1    |
| 1992/93 | Лига шампиона        | 1. коло     | Ренџерс           | 0:2  | 0:1  | 0–3    |
| 1996/97 | Куп УЕФА             | кв.         | Мура              | 0:0  | 2:0  | 2–0    |
| 1996/97 | Куп УЕФА             | 1. коло     | Клуб Бриж         | 1:1  | 0:2  | 1–3    |
| 1999/00 | Куп УЕФА             | кв.         | Биркиркара        | 7:0  | 0:0  | 7–0    |
| 1999/00 | Куп УЕФА             | 1. коло     | Локомотива Москва | 1:2  | 0:3  | 1–5    |
| 2017/18 | Лига Европе          | 1. коло кв. | Бангор сити       | 1:0  | 3:0  | 4–0    |
| 2017/18 | Лига Европе          | 2. коло кв. | Слован Братислава | 2:1  | 1:0  | 3–1    |
| 2017/18 | Лига Европе          | 3. коло кв. | Краснодар         | 1:3  | 1:2  | 2–5    |